# Miltochrista
Miltochrista is een geslacht van vlinders van de familie spinneruilen (Erebidae).

## Soorten
- M. aberrans Butler, 1877
- M. apuncta Rothschild, 1915
- M. atuntseensis Daniel, 1951
- M. bivittata Butler, 1885
- M. calamina Butler, 1878
- M. cardinalis Hampson, 1900
- M. celebesa Tams, 1935
- M. citrona Hampson, 1907
- M. coccinea Moore, 1886
- M. coccineotermen Rothschild, 1913
- M. complicata Butler, 1877
- M. connexa Wileman, 1910
- M. convexa Wileman, 1910
- M. cornicornutata Holloway, 1982
- M. cruciata Walker, 1862
- M. cruenia Hampson, 1918
- M. cuneonotatas Walker, 1855
- M. curtisi Butler, 1881
- M. chi Roepke, 1946
- M. danieli Arora, 1983
- M. decussata Moore, 1877
- M. defecta Walker, 1854
- M. delicata Moore, 1878
- M. delicia Swinhoe, 1891
- M. delineata Walker, 1854
- M. dentata Wileman, 1910
- M. dentifasciata Hampson, 1894
- M. detracta Walker, 1859
- M. dohertyi Rothschild, 1913
- M. duopunctata Semper, 1899
- M. eccentropis Meyrick, 1894
- M. effasciata Felder, 1861
- M. elongata Rothschild, 1913
- M. epixantha Meyrick, 1894
- M. erubescens Rothschild, 1936
- M. erythropoda Roepke, 1946
- M. euprepia Hampson, 1900
- M. excelsa Daniel, 1952
- M. exclusa Butler, 1877
- M. fasciata Leech, 1899
- M. flammealis Moore, 1879
- M. flavicollis Moore, 1878
- M. flavodiscalis Talbot, 1926
- M. flavoplagiata Rothschild, 1913
- M. flexuosa Leech, 1899
- M. formosana Daniel, 1951
- M. fukiensis Daniel, 1955
- M. fuscozonata Inoue, 1980
- M. germana Rothschild, 1913
- M. gilva Daniel, 1951
- M. gratiosa Guerin, 1843
- M. gratissima de Joannis, 1930
- M. hemimelaena de Joannis, 1928
- M. hololeuca Hampson, 1895
- M. hypoprepioides Walker, 1862
- M. inaequidens de Joannis, 1928
- M. indica Moore, 1879
- M. inflexa Moore, 1878
- M. inscripta Walker, 1854
- M. intensa Rothschild, 1913
- M. karenkensis Matsumura, 1930
- M. karenkonis Matsumura, 1930
- M. koshunica Strand, 1917
- M. kuatunensis Daniel, 1951
- M. limbata Wileman, 1911
- M. lineata Walker, 1855
- M. linga Moore, 1859
- M. longaria Daniel, 1951
- M. lucibilis Swinhoe, 1892

- M. lutescens Rothschild, 1936
- M. lutivittata Wileman & West, 1928
- M. maculifasciata Hampson, 1894
- M. magna Hampson, 1894
- M. mesortha Hampson, 1898
- M. miniata

Rozenblaadje (Forster, 1771)
- M. moctans Butler, 1877
- M. multidentata Hampson, 1900
- M. multistriata Hampson, 1894
- M. nigralba Hampson, 1894
- M. obscura Semper, 1899
- M. ocellata Hampson, 1907
- M. okinawana Matsumura, 1930
- M. orientalis Daniel, 1951
- M. pallida Bremer, 1884
- M. parameia Rothschild, 1913
- M. perpallida Hampson, 1900
- M. phaeodonta Hampson, 1911
- M. phaeoxantha Hampson, 1900
- M. pica Wileman, 1911
- M. pilcheri T.P. Lucas
- M. plumbilineata Hampson, 1900
- M. postnigra Hampson, 1894
- M. pretiosa Moore, 1879
- M. proleuca Hampson, 1900
- M. prominens Moore, 1878
- M. pulchra Butler, 1877
- M. punicea Moore, 1878
- M. quadrifasciata Rothschild, 1913
- M. radians Moore, 1878
- M. rhipiptera Wileman & West
- M. rosacea Bremer, 1861
- M. rosalia Hampson, 1914
- M. rosaria Butler, 1877
- M. roseata Walker, 1864
- M. rosistriata Holloway, 1976
- M. rothschildi Draudt, 1914
- M. rubrata Reich, 1937
- M. rubricostata Herrich-Schäffer, 1855
- M. rutila Walker, 1864
- M. sanguinea Moore, 1877
- M. sanguitincta Hampson, 1900
- M. satakia Schaus
- M. sauteri Strand, 1917
- M. scripta Walker, 1864
- M. separans de Joannis, 1928
- M. sequens Walker, 1862
- M. spilosomoides Moore, 1878
- M. striata B. & G., 1852
- M. strigivenata Hampson, 1894
- M. syntypica Swinhoe, 1906
- M. takamukui Matsumura, 1927
- M. terminifusca Daniel, 1955
- M. tibeta Daniel, 1951
- M. tsinglingensis Daniel, 1951
- M. vagilinea Walker, 1862
- M. variata Daniel, 1951
- M. vepallida Holland, 1900
- M. vetusta Snellen, 1904
- M. zebrina Moore, 1878
- M. ziczac Walker, 1856